# Gianni Caleffi
Gianni Caleffi (Traversetolo, 13 agosto 1937 – Parma, 15 gennaio 2014) è stato un calciatore italiano, di ruolo difensore.

## Carriera
Trasferitosi da bambino con la famiglia in Uruguay, intraprende la carriera calcistica nel Nacional di Montevideo,, per poi rientrare in Italia nel 1961 per vestire la maglia del Padova, con cui esordisce in Serie A il 26 novembre 1961 in occasione della sconfitta interna col Bologna, in quella che rimarrà la sua unica presenza in massima serie.
Nel 1962 si trasferisce al Livorno dove vince il campionato di Serie C 1963-1964 e disputa le successive cinque stagioni in Serie B per un totale di 111 presenze e cinque reti fra i cadetti.
Nel 1969 passa al Parma, con cui vince il campionato di Serie D 1969-1970 e gioca i due anni successivi in Serie C.

## Palmarès

### Club

#### Competizioni nazionali
- Serie D: 1

Parma: 1969-1970